# Gullmarsplan (metropolitana di Stoccolma)
Gullmarsplan è una stazione della metropolitana di Stoccolma.
È collocata presso il distretto di Johanneshov, sul percorso della linea verde fra le fermate di Skanstull e, a seconda della destinazione, Globen oppure Skärmarbrink, in quanto la linea si divide poi in due diverse tratte.

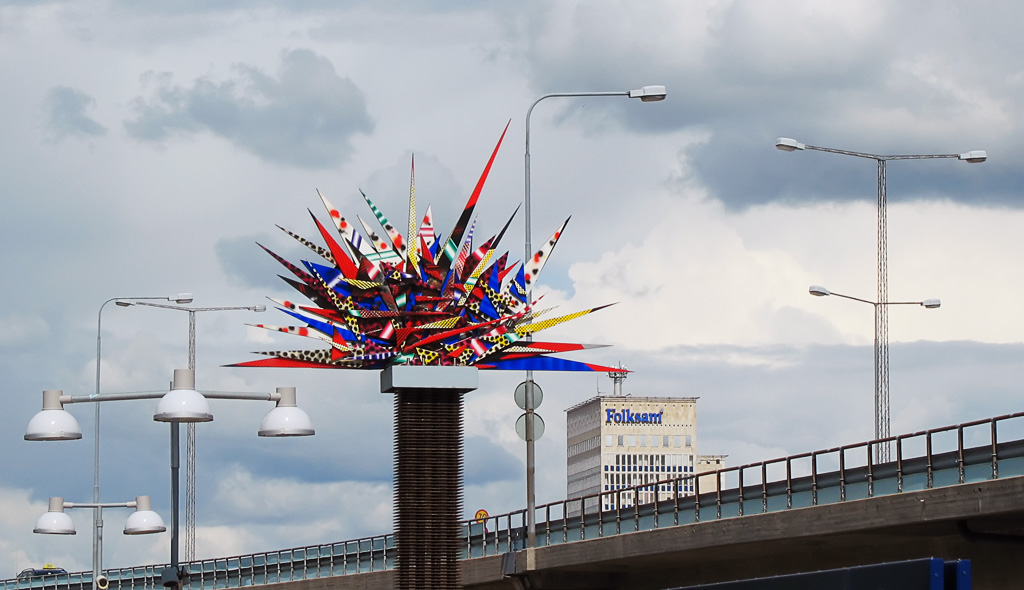
L'opera Zenit.

La stazione fu inaugurata in data 1º ottobre 1950: in ordine cronologico si tratta della quarta fermata della rete metroviaria cittadina. Prima della costruzione era già presente una linea di tram, i quali sfruttavano il ponte Skanstullsbron per collegare Södermalm a Johanneshov. Lo stesso ponte è oggi utilizzato anche dalla metropolitana.
A partire dal 20 agosto 1990 è attivo anche un terminal di autobus operativo sulla tratta Haninge-Tyresö. Gullmarsplan è connessa anche con la Tvärbanan, linea metrotranviaria che collega Alvik con l'area di Sickla udde.
Progettata degli architetti del gruppo Peter Celsing, dal 1995 la stazione ospita diverse decorazioni artistiche fra cui Zenit, struttura di acciaio verniciato ad opera di Leif Tjerned.
Durante un normale giorno lavorativo è utilizzata in media da circa 35.800 persone.

## Tempi di percorrenza

### Metropolitana
| Linea | Capolinea       | Tempo  | Stazione                       | Tempo             |
| T17   | Åkeshov         | 29 min | Slussen Gamla stan T-Centralen | 4 min 5 min 9 min |
| T17   | Skarpnäck       | 10 min | Slussen Gamla stan T-Centralen | 4 min 5 min 9 min |
| T18   | Alvik           | 22 min | Slussen Gamla stan T-Centralen | 4 min 5 min 9 min |
| T18   | Farsta strand   | 15 min | Slussen Gamla stan T-Centralen | 4 min 5 min 9 min |
| T19   | Hässelby strand | 41 min | Slussen Gamla stan T-Centralen | 4 min 5 min 9 min |
| T19   | Hagsätra        | 14 min | Slussen Gamla stan T-Centralen | 4 min 5 min 9 min |

### Tvärbanan
| Linea | Stazione    | Tempo  |
| 22    | Alvik       | 23 min |
| 22    | Sickla udde | 8 min  |